# 虞昶
虞昶（600年—664年），唐朝政治人物、书法家。虞世南之子，字景明或道行，号子艇，会稽余姚（今属慈溪）人。

## 家庭
- 父 虞世南
- 妹 虞秀桃
- 妻 房氏，房玄齡女[原創研究？]
- 子 虞陟

## 生平
出自门阀士族会稽虞氏，今属浙江慈溪。工书法，曾任写经使，专监督唐朝宫廷佛经的录著抄写，为武则天任命。历将作少匠，官至太中大夫、工部侍郎，封永兴县开国公。

## 遗物
武则天在位之时，沉迷佛法，曾诏虞为“写经使”，掌唐廷佛经誊写录著和收藏工作。敦煌考古发掘出土多种唐朝宫廷佛经写本，为虞氏抄写或监制。现存写经中出现虞氏之名的早在唐咸亨二年(671年)，晚在唐上元元年（674年）十月十日，表明虞氏监制唐廷经书约三年。现存虞氏署名的敦煌写经卷子计有16件，为珍贵文物。
- 英国大英博物馆藏编号S3079《法华经》，成于唐咸亨二年十月十二日，经生郭德写，写经使虞昶
- 甘肃敦煌博物馆藏第55号《妙法莲华经》，成于唐咸亨三年二月廿一日，经生王思谦写，写经使虞昶
- 英国大英博物馆藏S0456 《法华经》，成于咸亨五年八月二日，左春坊楷书萧敬写，写经使虞昶
- 唐《韦琨碑》，许敬宗撰文，虞昶行书